# Slane

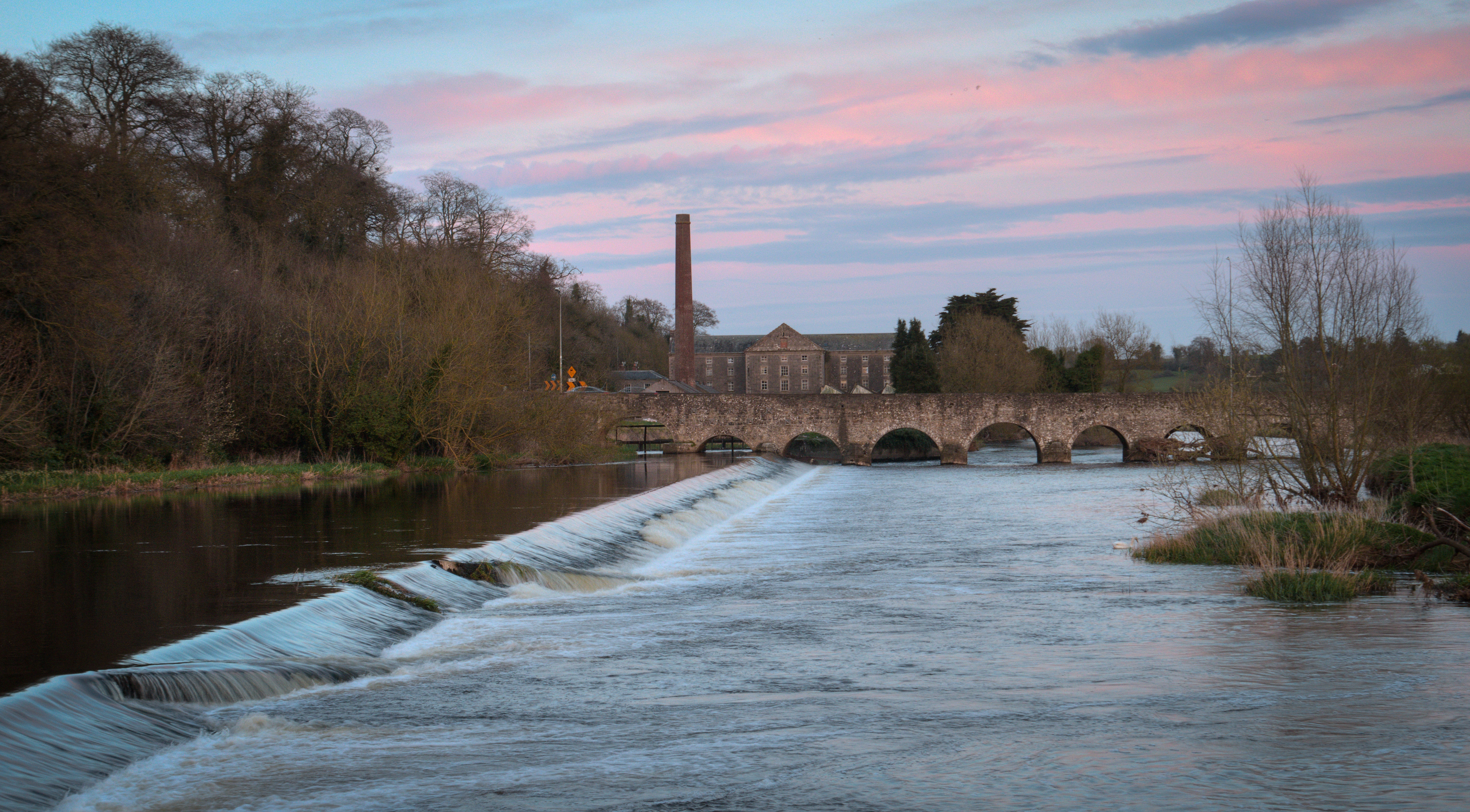
Le pont de Slane. Avril 2016.

Slane (en irlandais : Baile Shláine) est un village du comté de Meath, en Irlande. Situé sur une colline dominant la rive gauche de la Boyne, Slane compte 1 099 habitants en 2006.
Les routes N2 (Dublin-Monaghan) et N51 (Drogheda-Navan) se croisent à Slane.

## Histoire
Slane est lié à l'Ard ri Erenn (roi suprême), Áed Sláine mac Diarmato, dont le surnom indique qu'il en était originaire ou que son pouvoir était lié au site ecclésiastique qui y existait. Slane est également quelquefois identifié comme le lieu où Grimoald, le maire du palais d'Austrasie, aurait envoyé le jeune Dagobert II dans un monastère.

## Personnalités
- Denis Nulty (1963-), prélat catholique, est né à Slane.